# 二岐山
二岐山（ふたまたやま）は、奥羽山脈の南部に位置し、福島県岩瀬郡天栄村と南会津郡下郷町とにまたがる第四紀火山である。男岳と女岳からなる双耳峰。標高1,544.3m。二等三角点「二岐山」設置。大川羽鳥県立自然公園に指定されている。

## 概要
栃木県と福島県の県境付近に南北約20kmにわたって分布する那須火山の一つで火山群の最北部にある。安山岩からなる成層火山、溶岩ドームである。火山活動の時期は14万～9万年前。北北西方向に流れた溶岩流地形（岩山溶岩）が明瞭に残っている。
三角点のあるピーク男岳の北西約0.5kmにもう一つのピーク女岳（標高1,504m）が並び、双子のような特徴的な山容をしている。ダイダラ坊（ダイダラボッチ）が跨ごうとして山体が割れたという伝説がある。谷文晁の「日本名山図会」にも描かれている。

## 自然
山中はブナ、アスナロの原生林が残り、「福島県の鳥」キビタキ、オオルリなどが生息している。

## 登山
日本三百名山、うつくしま百名山に選定されている。登山口駐車場からブナ平を経て山頂まで約3.0km。約1時間40分。

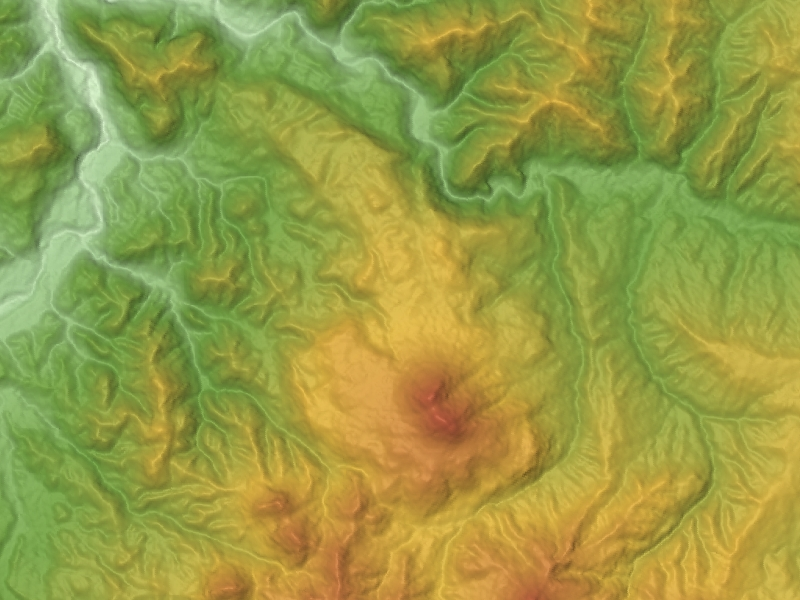
二岐山の地形図
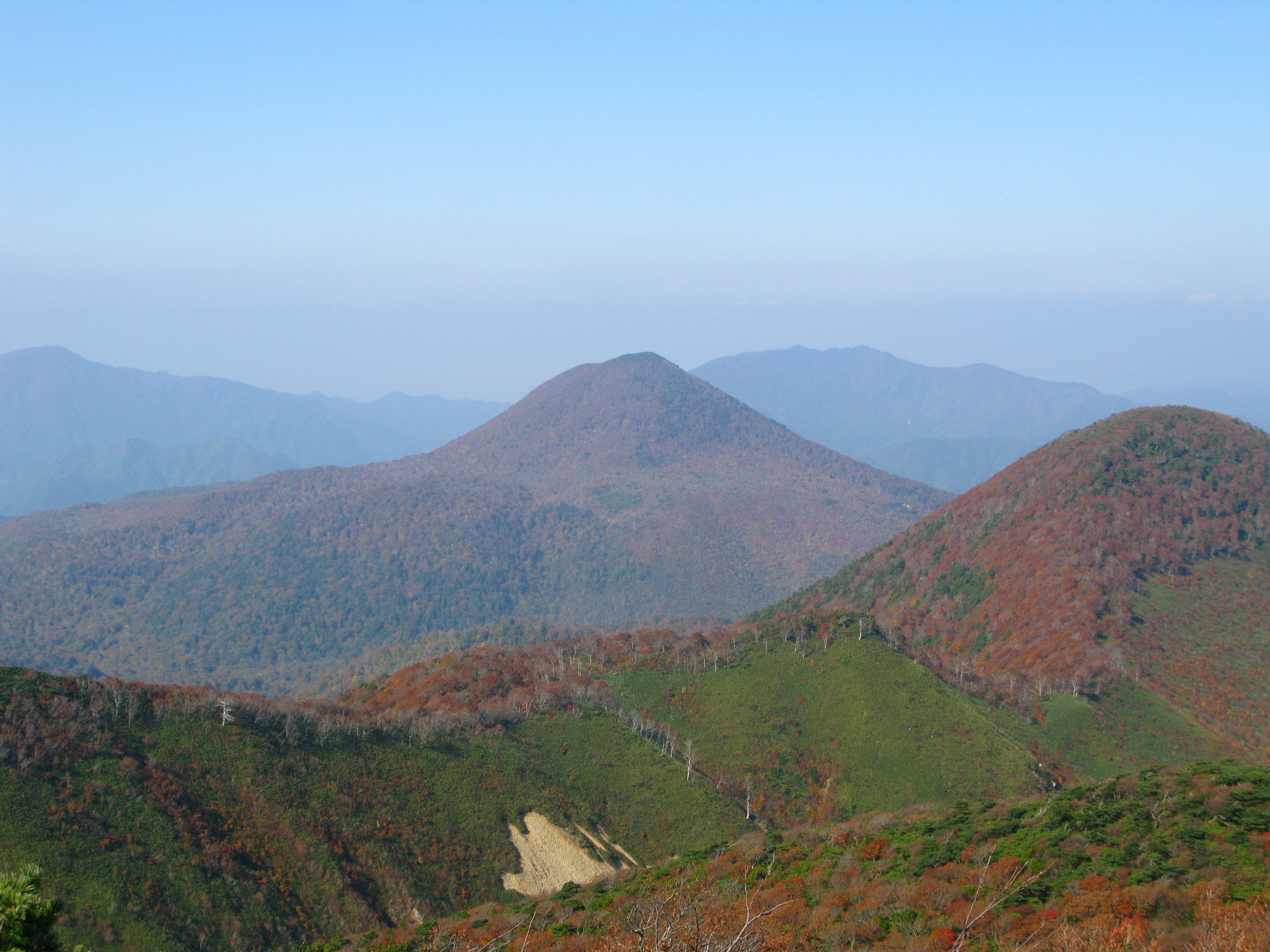
白森山から二岐山（中央）
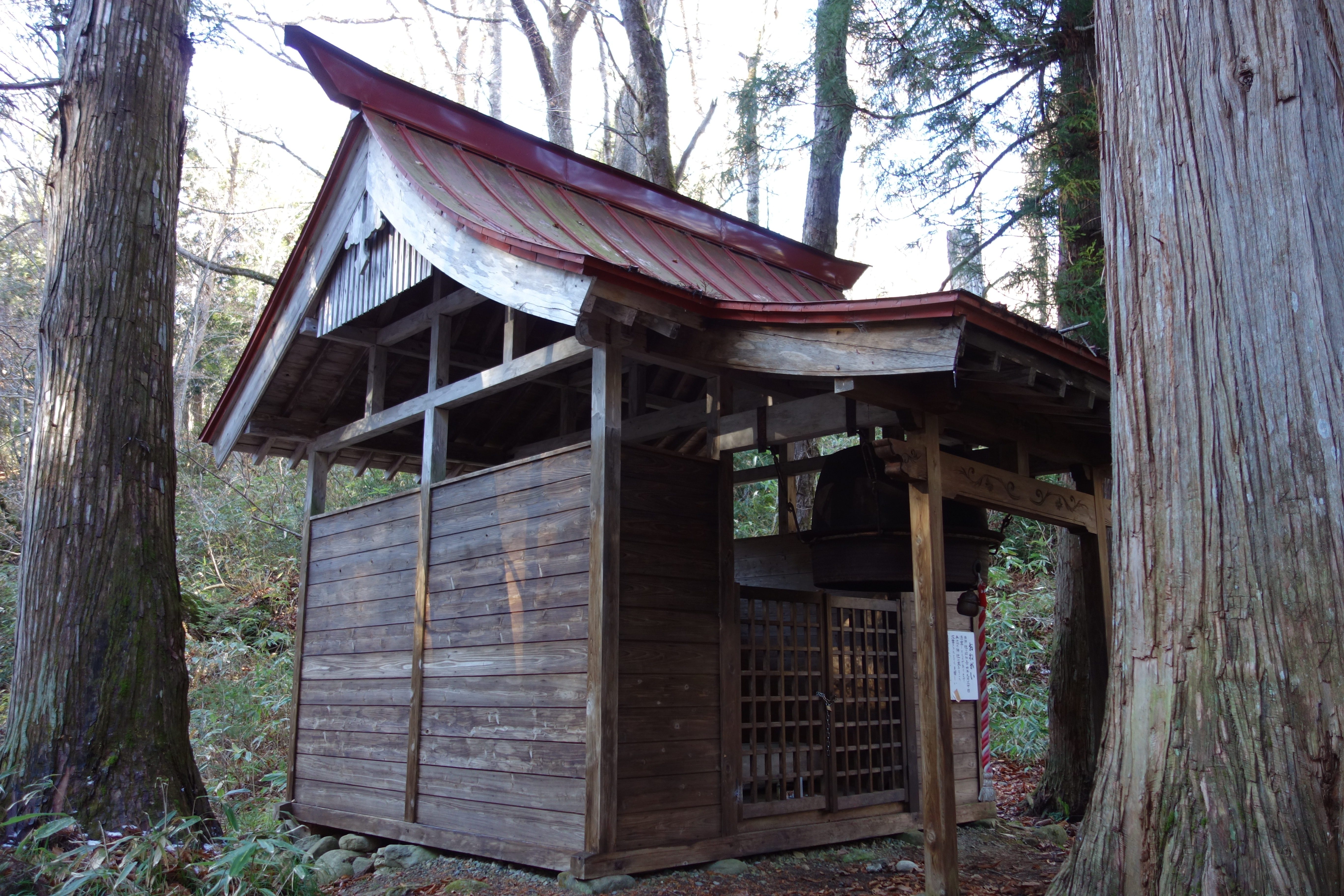
登山口近くの御鍋神社
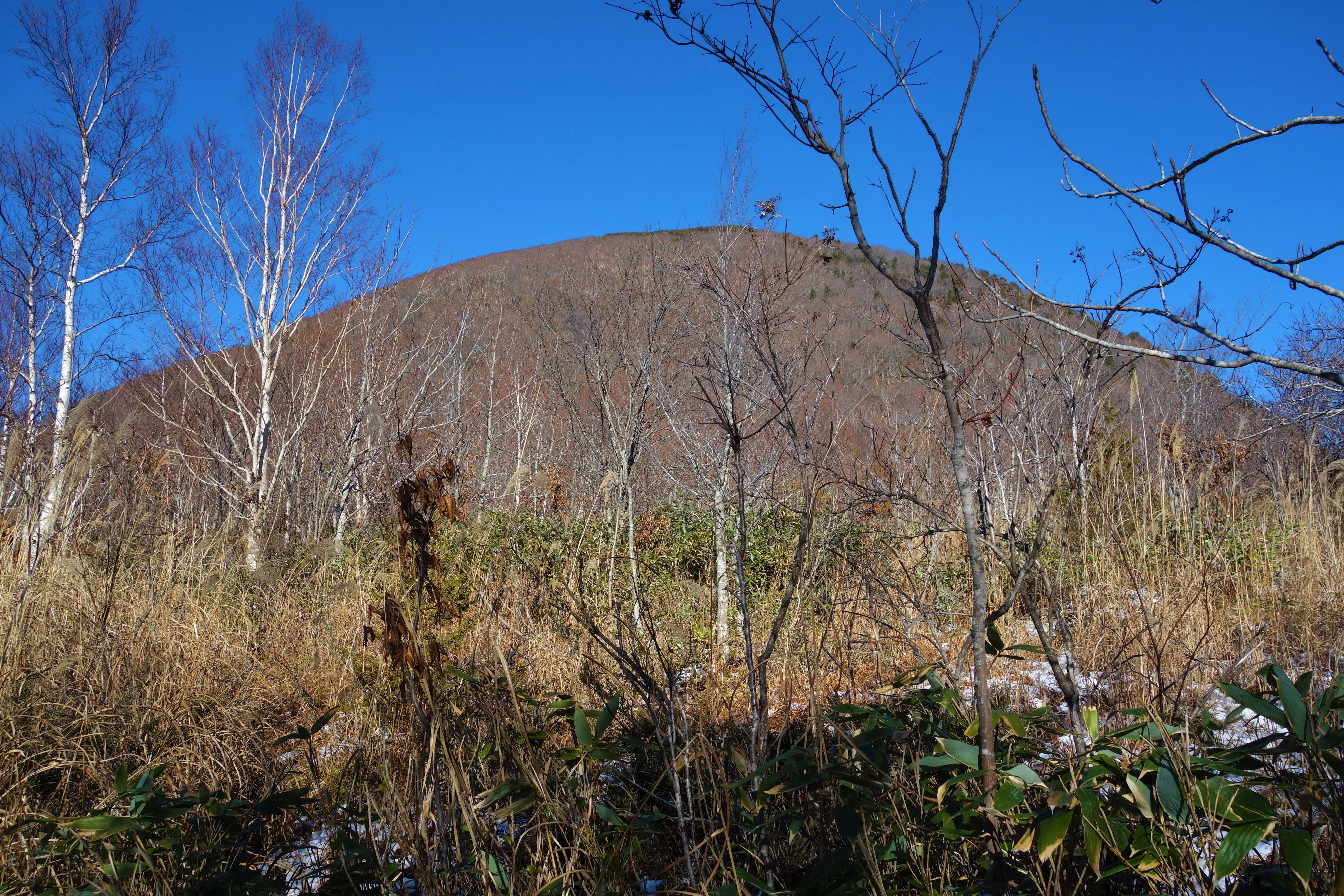
ブナ平から見た西岳（男岳）
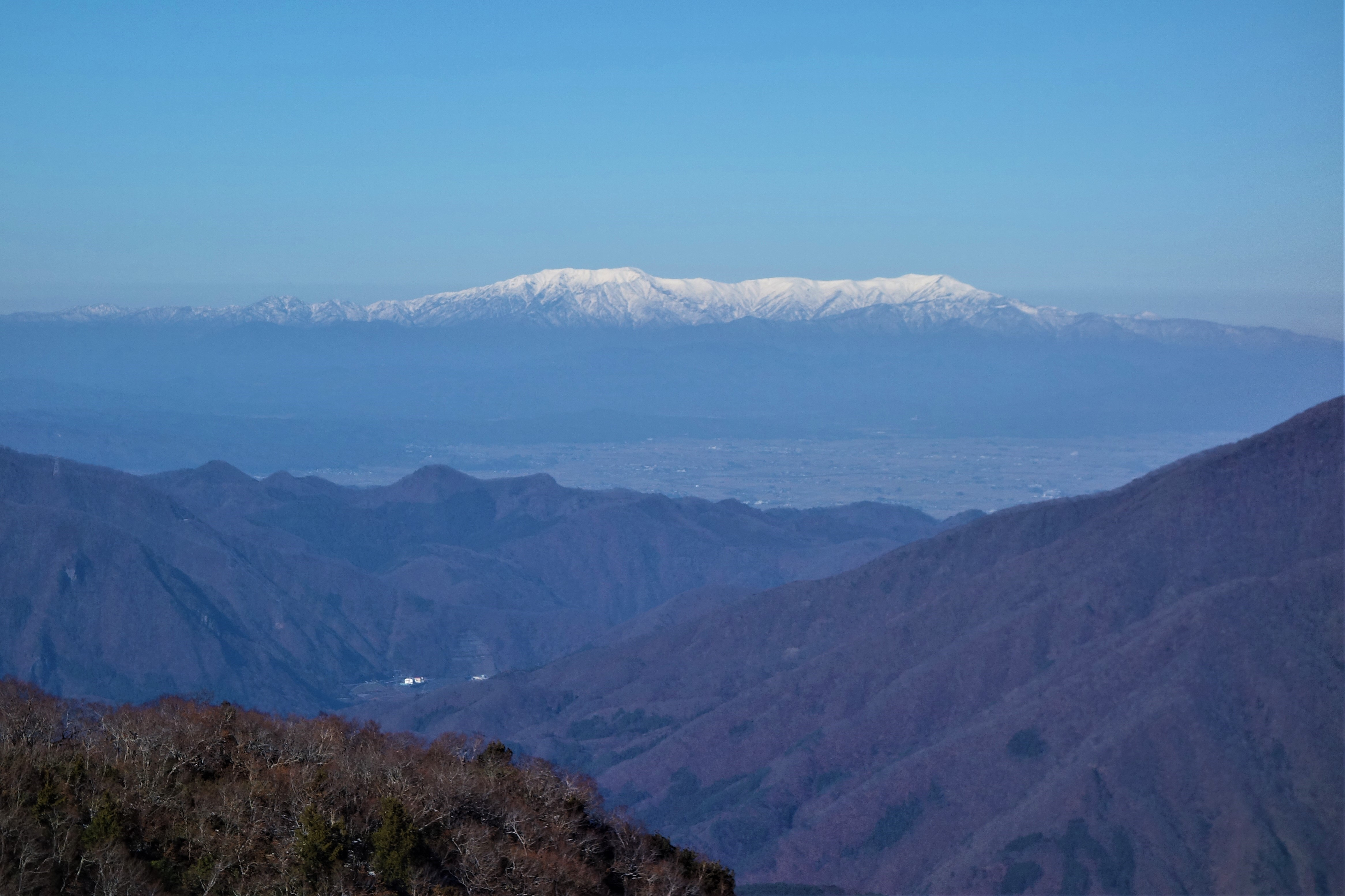
二岐山からの飯豊連峰
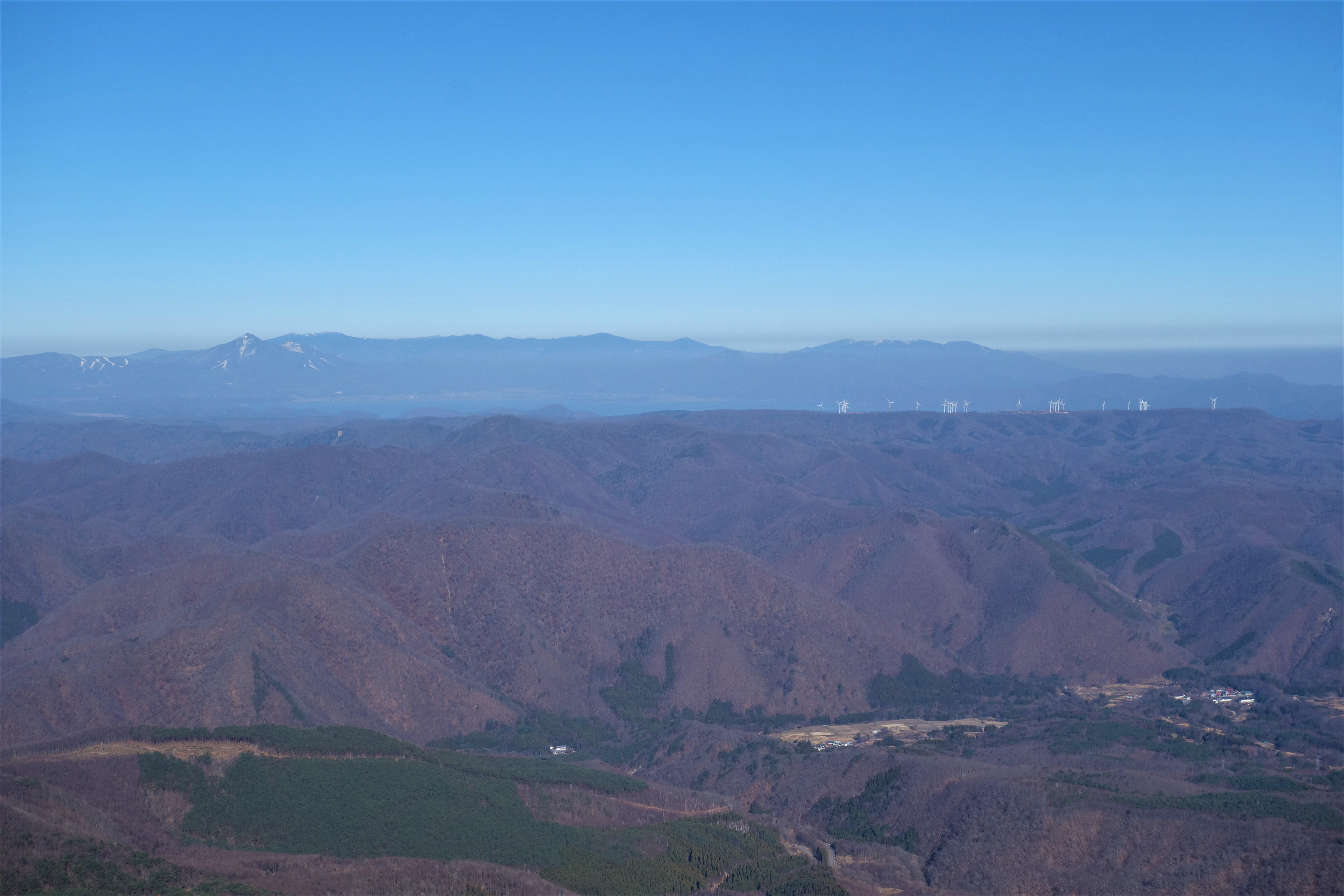
二岐山からの磐梯山と吾妻連峰
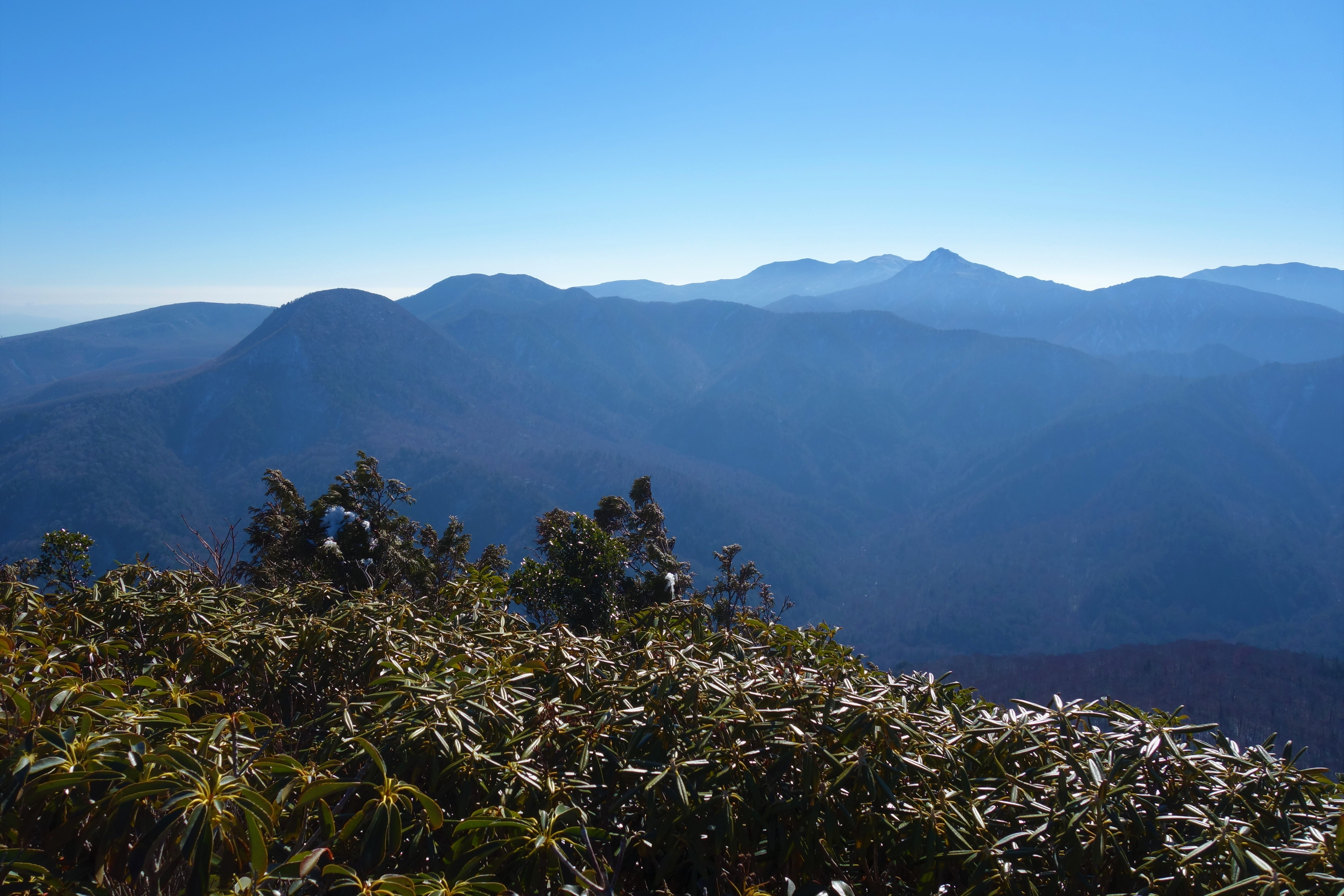
二岐山からの那須連峰
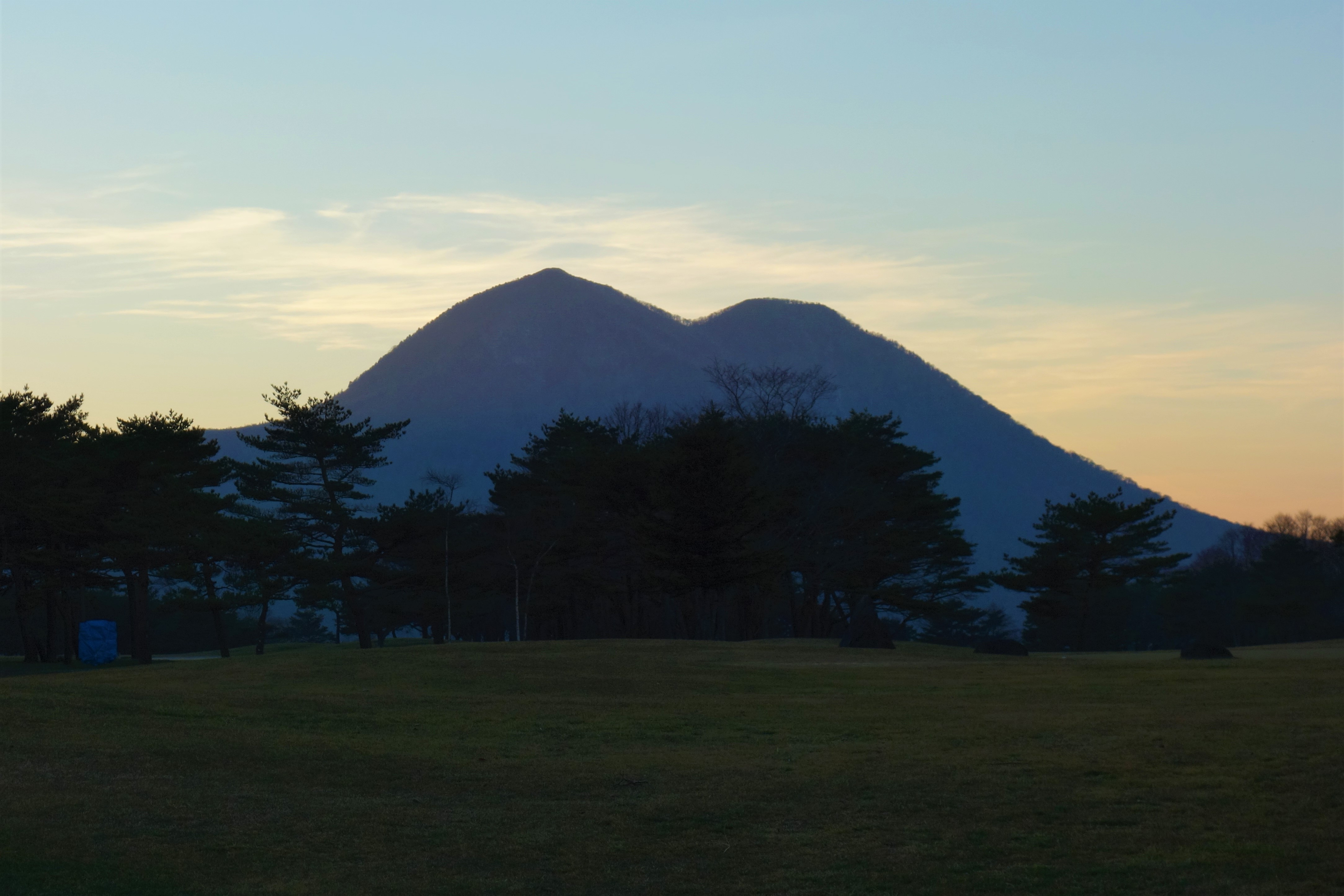
太平洋クラブ白河リゾートからの二岐山